# Butyle
En chimie organique, le groupement butyle est un groupement alkyle à quatre atomes de carbone, de formule -C4H9. Le groupement butyle est linéaire, mais d'autres groupements comportant le nom butyle et qui ne sont pas linéaires existent.
- Groupe n-butyle : CH3–CH2–CH2–CH2– (nom systématique : butyle).
- Groupe sec-butyle : CH3–CH2–C*H(CH3)– (nom systématique : 1-méthylpropyle) (le C* est pro-chiral).
- Groupe isobutyle : (CH3)2CH–CH2– (nom systématique : 2-méthylpropyle).
- Groupe tert-butyle : (CH3)3C– (nom systématique : 1,1-diméthyléthyle).

Il existe aussi le groupe cyclobutyle de formule -C4H7.
| Structure moléculaire | Nom commun  | Nom IUPAC   | Nom systématique   | Autre nom            |
|                       | n-butyle    | butyle      | butyle             | butan-1-yle          |
|                       | isobutyle   | isobutyle   | 2-méthylpropyle    | 2-méthylpropan-1-yle |
|                       | sec-butyle  | sec-butyle  | 1-méthylpropyle    | butan-2-yle          |
|                       | tert-butyle | tert-butyle | 1,1-diméthyléthyle | 2-méthylpropan-2-yle |
|                       | cyclobutyle | cyclobutyle | cyclobutyle        | cyclobutyle          |